# Greenfield (Minecraft)
Greenfield（グリーンフィールド）は、サンドボックスゲーム『Minecraft』で制作された架空の都市である。2022年5月時点で、4分の1が完成しており、サイズは2000万平方ブロックとなっている。制作は、MinecraftユーザーのTHEJESTRが2011年8月に開始した。2022年4月時点のマップのダウンロード数は約130万回である。「Planet Minecraft」の統計によると、Minecraftマップとしては2番目に多くダウンロードされている。
設計は米国西海岸、特にロサンゼルスから大きな影響を受けており、各ブロックのサイズが1立方メートルの1対1スケールで制作されている。工業地帯や港、公共交通機関、郊外、ダウンタウン地区、空港など、実際の都市にあるさまざまな機能を備えている。何千もの建造物が存在しており、建築の品質基準を高めながら継続的に制作されている。大部分の建物には精巧に作られたインテリアが備えられており、新たな建造物が公開されるたびにその機能性が検査されている。10人のグループが都市を監督し、400人以上が都市の建設を支援した。
最新の発表によれば、Greenfieldには39の地区が存在する。

## 批評家の反応
「PCGamesN」のライターであるGina Leesは、Greenfieldを最高のMinecraftの都市の1つとして挙げ、「信じられないほど都市が細部にわたって」制作されており、「さまざまなエリアを散策するのに長時間を費やすことができる」と述べている。「VG247」のStephany Nunneleyはこの都市を「素晴らしい」と呼び、「デストラクトイド」のChris Carterは「生きていて呼吸している」都市と表現した。「スクリーン・ラント」のBryan Lawverによると、Greenfieldの細部のレベルは「上から見た際、ブロック状の『Minecraft』の制作物というよりも、『シムシティ』のスクリーンショットに似ている」と表現された。同じく「スクリーン・ラント」のライターであるDmitry Lapunovは、都市の特徴が「真実味のあるようだ」と述べ、この都市を「誠実で情熱のあるプロジェクト」と呼んだ。「Rock, Paper, Shotgun」のNate Crowleyfoundは、景観のテラフォーミングが都市自体よりも印象的であると感じ、それは『銀河ヒッチハイク・ガイド』の惑星建設者を思い出させると述べた。 